# 佳富铁路
佳富铁路是中国黑龙江的一条国有铁路，连接佳木斯市位于图佳铁路上的东佳木斯站与双鸭山市的双鸭山站。在佳福线的福利屯站分出福前铁路。佳福铁路正线全长72.57千米，是双鸭山煤矿区煤炭外运主要通道，年煤炭外运量超过千万吨。
需要注意的是，佳富铁路有时被误称为“佳福铁路”（佳木斯至福利屯），这导致了福利屯站到双鸭山站线路区间被排除在“佳福铁路”。有时佳富铁路又被误解为是从佳木斯到富锦。实际上福利屯到富锦县的铁路属于福前铁路的一部分，于七十年代中后期建设，属于红兴隆、建三江等北大荒农垦区粮食外运的“支农铁路”，与佳富铁路主要运煤的特征相差甚远。
佳富铁路除了双鸭山站、福利屯站是分局直属的二等车站，其它各车站都隶属于佳木斯车务段的四等站。永胜站是1989年12月开通的五等站，用于调节佳富铁路车流进出东佳木斯站的限制口。

## 历史
为了抢运双鸭山的煤炭资源，1943年日满当局开始勘测线路，从东佳木斯站至双鸭山尖山区安邦乡富安村的富安矿，全长 82公里。1944年春开始施工，1945年2月开始铺轨。铺轨至福利屯，安邦河铁路桥尚没有完成，日本二战战败宣布投降，工程停顿，全线已建成线路设施荒废散失。1947年3月哈尔滨铁路局成立佳富铁路修复工程处，复工续建，至1947年11月全线建成，开始临时营运。1948年1月1日正式营运。
1956年佳富铁路终点改至双鸭山站；双鸭山站站外72.94千米以南的线路交双鸭山矿务局运输处管辖，性质由国铁改为“矿铁”。
1974年在佳富铁路福利屯站出岔，动工兴建福前铁路，至1978年通车至前进镇站。

## 扩能改造
2023年2月18日，佳木斯至同江铁路改造工程社会稳定风险分析征求公众意见公示。规划改造佳富线、福前线福利屯至向阳川段及同江线向阳川至同江北段，全长267.012km。本次改建内容包括既有铁路改造工程、病害整治、平交改立交等工程。其中佳富线东佳木斯～福利屯段近期增建二线、四马架站与丰乐镇站车站改造；全线提速至120km/h；对全线病害进行整治，全线平改立，达到大修年限设备设施更新改造。

## 技术
限制坡度：13.5‰。最小曲线半径350米牵引定数：客车700吨，货车上行2700吨，下行1700吨。